# Крольмус, Вацлав
Вацлав Крольмус (чеш. Václav Krolmus; 1787, Брежинка, у Белы-под-Бездезем — 1861, Прага) — чешский писатель, священник.
Подготовил перевод на чешский язык католической агенды; решившись по ней служить у не-католиков, подвергся гонению со стороны властей и должен был оставить священство (1843). 
Его этнографические труды дают много любопытного материала для изучения народного быта и поэзии; особенно ценны его «Staročeské pověsti, zpěvij, slavnosti, hry, obyčeje, a napěvy ohledem na bàjeslovi česko-slovanské» (изданы под псевдонимом V. S. Sumlork в Праге, 1845—1851). Труды Крольмуса по археологии страдают недостатком научной критики.